# Mariya Bugakova
Mariya Bugakova (Мария Бугакова), (ur. 6 lipca 1985) – uzbecka pływaczka specjalizująca się w stylu motylkowym i dowolnym, trzykrotna olimpijka.

## Występy na igrzyskach olimpijskich
Mariya Bugakova po raz pierwszy wystąpiła na igrzyskach olimpijskich w Sydney w 2000 roku. Wystartowała na dystansie 100 m stylem motylkowym. Z czasem 1:09,94 min zajęła szóste miejsce w wyścigu eliminacyjnym i nie awansowała do dalszej rywalizacji. Została ostatecznie sklasyfikowana na 48. miejscu.
Drugi raz Bugakova wystartowała na igrzyskach w Atenach, na dystansie 100 m stylem motylkowym. Uzyskała piąty rezultat w wyścigu eliminacyjnym z czasem 1:07,08 i nie awansowała do dalszej rywalizacji. Została sklasyfikowana ostatecznie na 37. miejscu.
Na igrzyskach w Pekinie Bugakova wystartowała na dystansie 50 m stylem dowolnym. Uzyskała czas 29,73 s i zajęła ósme miejsce w wyścigu eliminacyjnym, co dało jej łącznie 68. lokatę.